# Leata Galloway
Leata Galloway (* 7. Dezember 1950 in Brooklyn, New York) ist eine US-amerikanische Sängerin des Soul, Musical-Darstellerin, und Schauspielerin.

## Karriere
Leata Galloway wurde im New Yorker Stadtteil Brooklyn geboren und wuchs in Harlem auf. Als Musical-Darstellerin am Broadway war sie Teil des Ensembles (Member of the Tribe) in der Erstaufführung des Musicals Hair am 29. April 1968 im Biltmore Theatre und blieb dort, bis das Musical nach 1750 Aufführungen abgesetzt wurde. Im gleichnamigen Film von Miloš Forman aus dem Jahr 1979 singt sie im Duett das Lied Electric Blues.

## Soundtracks
Im Blaxploitation-Film Wenn es Nacht wird in Manhattan (Cotton Comes To Harlem) aus dem Jahr 1970 von Ossie Davis singt sie zwei Lieder. Ihr Song Eat Your Heart Out wurde 1980 im Soundtrack des Films Stir Crazy – Zwei wahnsinnig starke Typen mit Richard Pryor und Gene Wilder verwendet.

## Alben
Galloway trat als Solo-Sängerin in den Live-Aufnahmen der Peter Herbolzheimer All Star Big Band Jazz Gala Concert '79 (Bellaphon Records) auf.
Ihr Debüt-Album Leata erschien 1981 bei Ariola. Im gleichen Jahr war Galloway eine Backupsängerin auf dem Diana-Ross-Album Why Do Fools Fall in Love.
Mit ihrem Broadway-Kollegen Paul Jabara, der ebenfalls im Originalensemble von Hair spielte, veröffentlichte Leata Galloway 1983 das Album Paul Jabara & Friends (Columbia Records/CBS) zusammen mit The Weather Girls und einer damals noch relativ unbekannten Whitney Houston.
1988 erschien The Naked Truth bei CBS/Sony und 1990 wurde A Sophisticated Lady (beim Label California Breeze) in Japan veröffentlicht. 2011 brachte Leata Galloway Tenderly in Eigenveröffentlichung heraus.

## Film
Einem deutschen Filmpublikum wurde sie 1980 durch den Film Panische Zeiten von Udo Lindenberg bekannt, in dem sie Vera, die Partnerin des Detektivs Coolman (Lindenberg), spielt und mit ihm die Ballade Baby, wenn ich down bin singt.